# 储存环

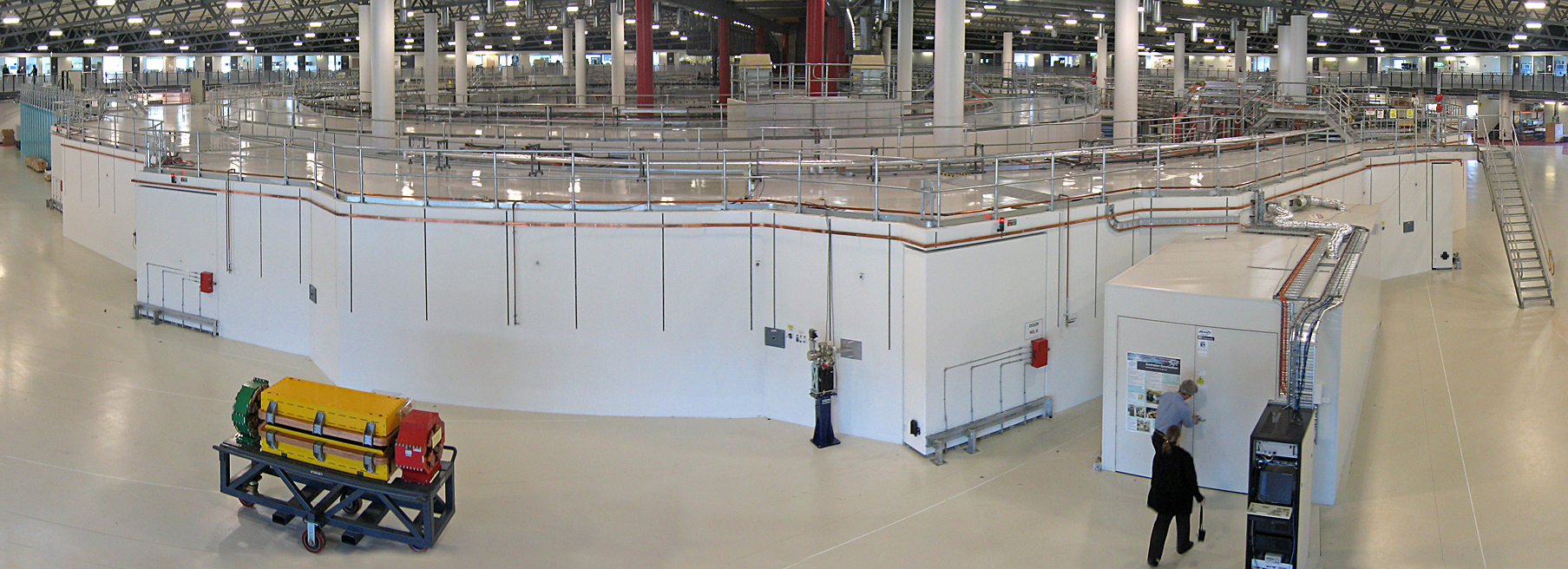
澳大利亚同步加速器设施内部图像中，周长216米的存储环占据主导地位。存储环中间是助推环和直线加速器。

存储环（英語：storage ring）是一种圆形粒子加速器，其中连续或脉冲粒子束通常可以保持循环数小时。 特定粒子的存储取决于要存储的粒子的质量、动量以及通常的电荷。 存储环最常存储电子、正电子或质子。
存储环最常用于存储放射同步辐射的电子。 现有50多个基于电子存储环的设施，用于化学和生物学的各种研究。 存储环还可用于通过索克洛夫-特诺夫效应产生偏振高能电子束。 存储环最著名的应用是在于粒子加速器和粒子对撞机中的应用，其中两个反向旋转的存储粒子束在离散位置发生碰撞。 然后在周围的粒子探测器中研究由此产生的亚原子相互作用。 此类设施的例子包括大型强子对撞机、大型正负电子对撞机、SLAC国家加速器实验室、KEKB、相对论性重离子对撞机、兆电子伏特加速器和HERA。
存储环是同步加速器的一种。 传统同步加速器借助射频加速腔将粒子从低能量状态加速到高能量状态，而存储环则将粒子保持在恒定能量状态，并且只使用射频空腔来替代因同步辐射和其他过程而失去的能量。
杰勒德·K·奥尼尔于1956年提出使用存储环作为对撞机的构建块。在这种情况下，存储环的一个主要优点是存储环可以从注入加速器积累高束流通量，从而实现低得多的射束通量。 

## 外部连接
- 维基共享资源上的相關多媒體資源：储存环